# Thames Trader

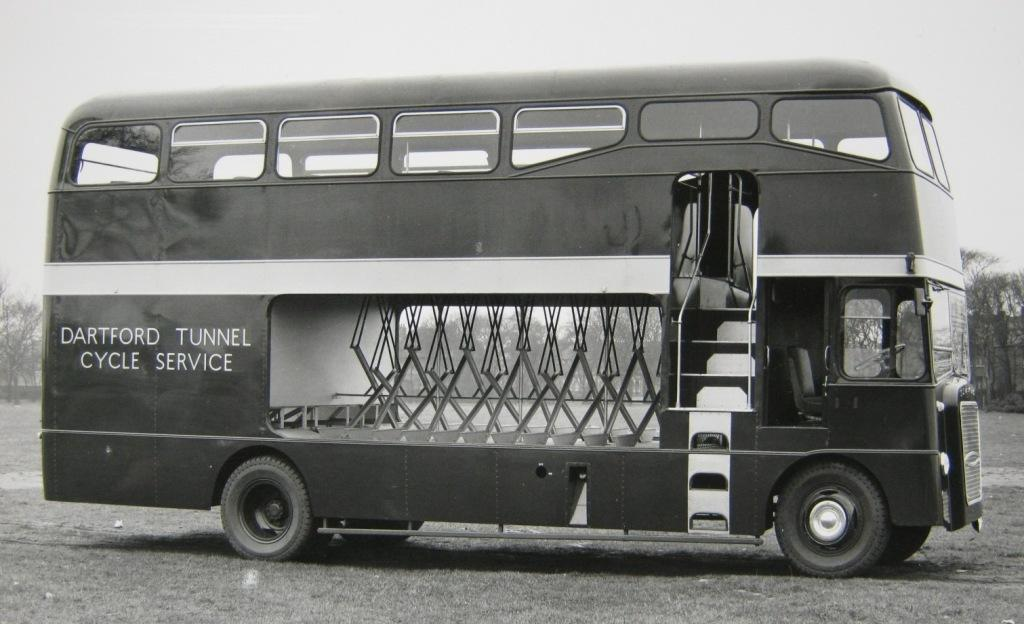
Двухэтажный автобус в Дартфорде (1963 год)

Thames Trader — серия среднетоннажных грузовых автомобилей, выпускавшихся компанией Ford с 1957 по 1965 год. 

## Описание

### Thames Trader FC
Thames Trader FC (Forward Control) впервые был представлен в марте 1957 года. Самыми универсальными автомобилями, произведёнными в Великобритании, являлись Trader 40 и Trader 55. Грузоподъёмность варьировалась от 2 до 7 тонн. Дизайн был аналогичен Ford C-Series. 
Автомобили оснащались четырёх- и шестицилиндровыми дизельными или же бензиновыми двигателями. Помимо бортовых грузовиков, существовали также шасси для установки различных надстроек.

### Thames Trader NC
В середине 1962 года автомобиль был модернизирован и стал называться Thames Trader NC. В 1965 году автомобиль был снят с производства. Преемниками стали Ford A-Series (в Германии) и Ford N-Series (в Великобритании).

## Галерея

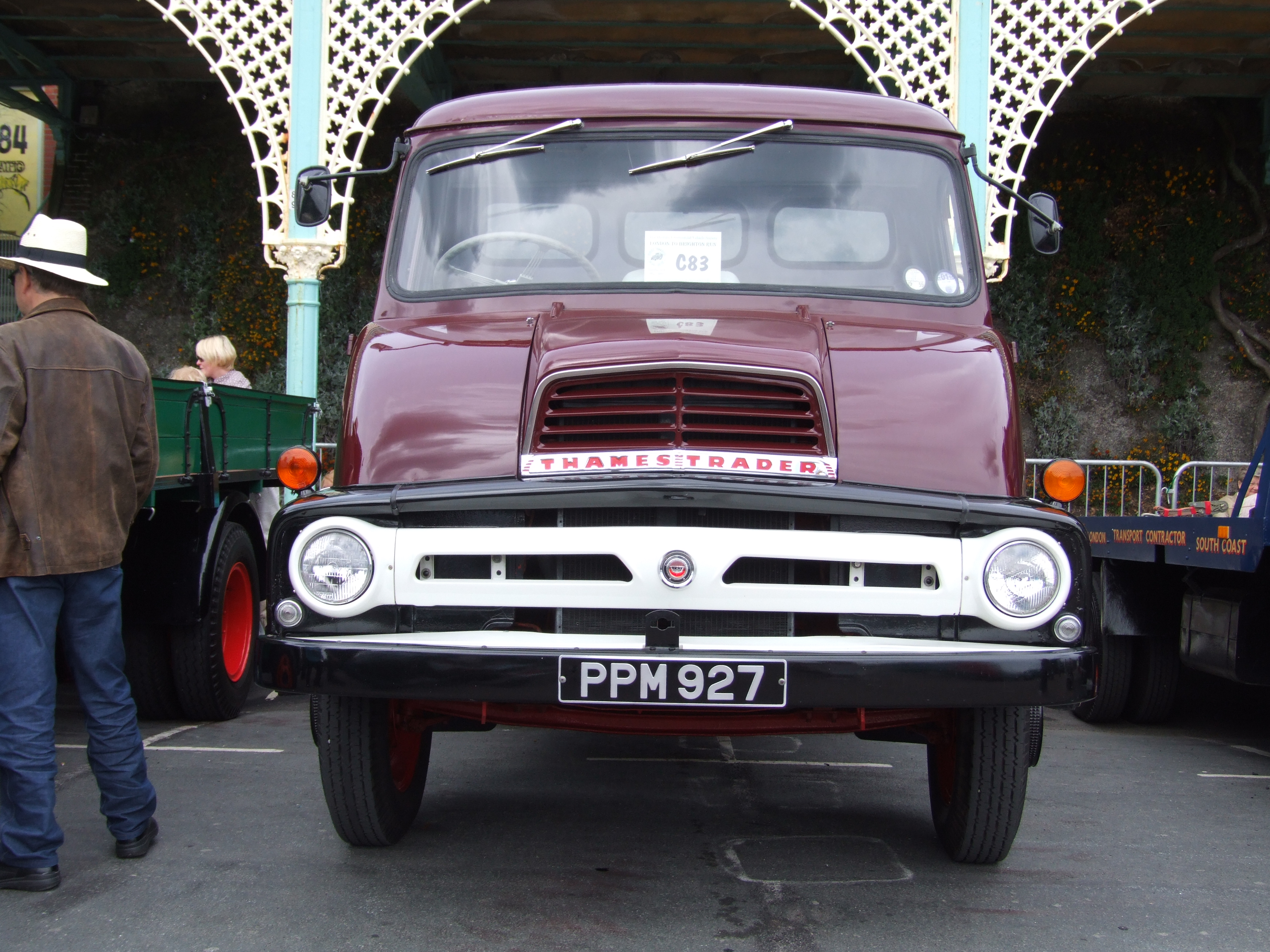
1959 Thames Trader
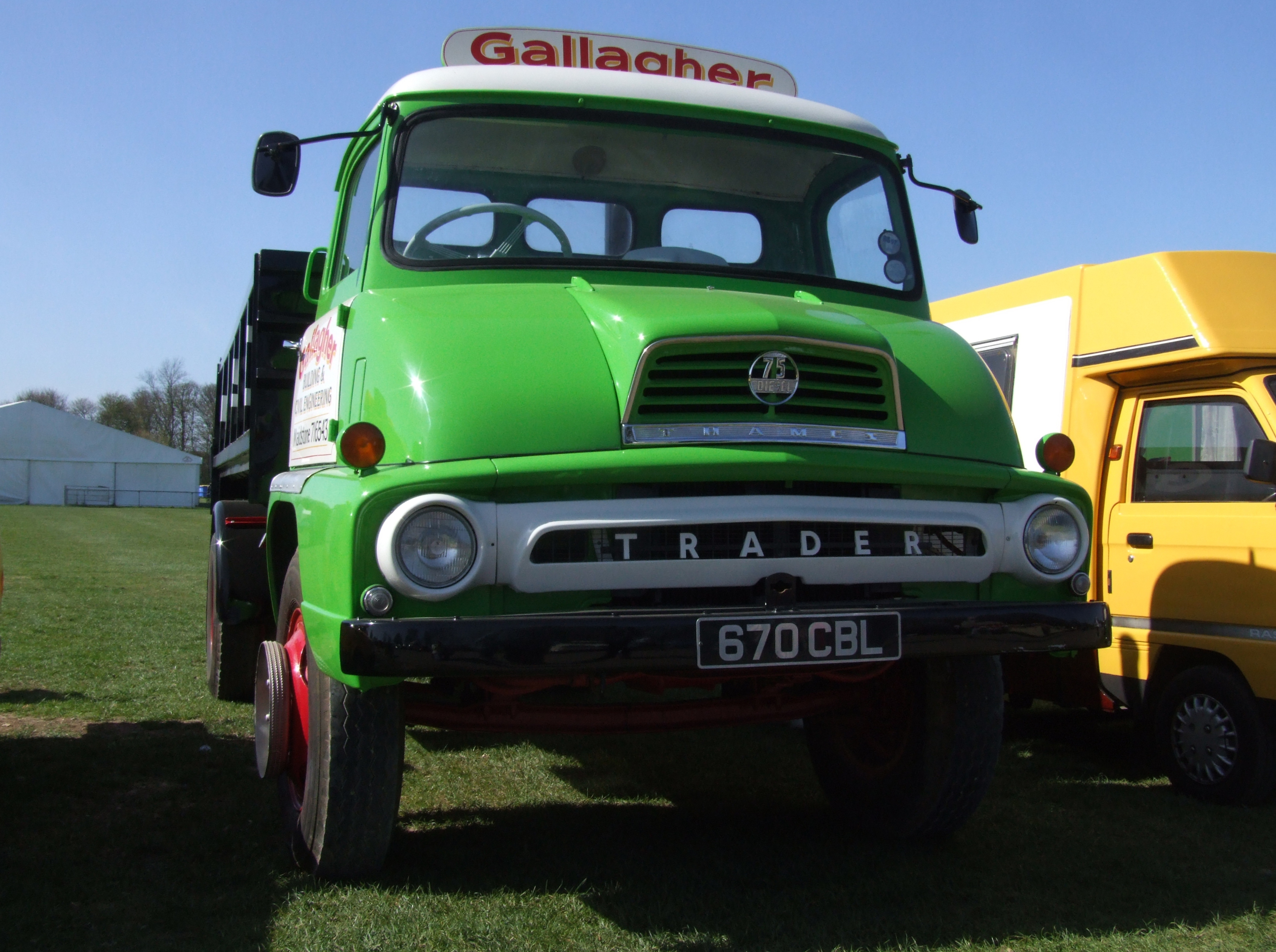
Thames Trader Mk 2
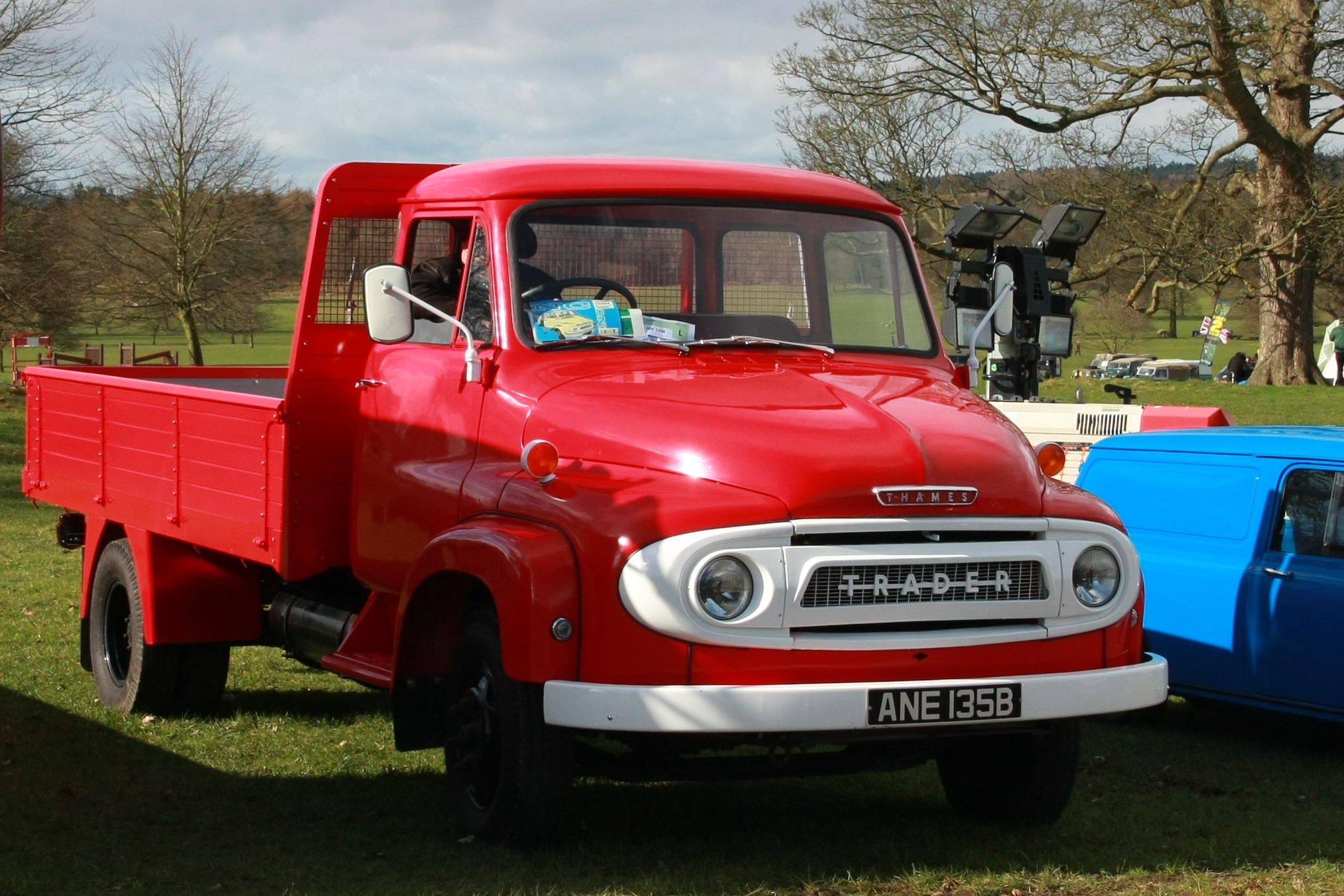
1964 Thames Trader NC